# NGC 4068
NGC 4068 (również IC 757, PGC 38148 lub UGC 7047) – galaktyka nieregularna (Im), znajdująca się w gwiazdozbiorze Wielkiej Niedźwiedzicy w odległości 14 milionów lat świetlnych. Została odkryta 12 kwietnia 1789 roku przez Williama Herschela. Galaktyka ta należy do grupy galaktyk M94.